# Olly Komenda-Soentgerath
Olly Komenda-Soentgerath, eigentlich Olly Komendová-Soentgerathová (* 23. Oktober 1923 in Prag; † 8. Juni 2003 in Köln) war eine deutsche Schriftstellerin.

## Leben
Olly Komenda-Soentgerath entstammt einer deutschen Prager Familie. Sie begann ein Studium der Germanistik und Geschichte an der Prager Karls-Universität und veröffentlichte erste Texte im Prager Tagblatt. 1946 wurde sie aus der Tschechoslowakei ausgewiesen und gelangte nach Ende des Zweiten Weltkriegs in einem Viehwaggon nach Köln, wo sie seit 1947 lebte.
Sie war in erster Linie Lyrikerin. Bekannt wurde sie vor allem als Übersetzerin des tschechischen Nobelpreisträgers Jaroslav Seifert, deren Übersetzungen bereits zwei Jahre vor dem Erhalt des Nobelpreises veröffentlicht worden waren. In seinem Nachwort in der tschechischen Ausgabe des Lyrikbands Das schläft mir nachts unter den Lidern beschrieb Seifert Komenda-Soentgerath: Mit ihrer tief weiblichen Inspiration. Ihrer Sensibilität, die niemals den klaren Kopf verliert. Ihrer heftigen Intensität, verbunden mit der Reinheit der Form. Der Kritiker Hans-Jürgen Heise schrieb über sie in der Zeit: Die Lyrikerin, die das Leben „Auf dem Trittbrett des Windes“ zu durchreisen versucht, ist zugleich unzeitgemäß und heutig.
Drei ihrer Bücher erschienen in englischer Sprache in London und Boston und ein Auswahlband in deutsch-arabischer Ausgabe in Beirut, Libanon. Ihre Gedichte wurden in Anthologien, Zeitungen und Zeitschriften veröffentlicht und in Funk und Fernsehen ausgestrahlt. Es existieren Vertonungen und Übersetzungen in mehrere Sprachen.
Komenda-Soentgerath war Mitglied des Deutschen PEN-Zentrums, des Verbandes Deutscher Schriftsteller, der Künstlergilde Esslingen und der GEDOK. 1988 wurde sie mit dem GEDOK-Preis ausgezeichnet. 1992 erhielt sie den bayerischen Kulturpreis für Schrifttum sowie 1996 die Ehrengabe zum Andreas-Gryphius-Preis.
Zum letzten Mal öffentlich trat Komenda-Soentgerath im September 2001 im Lew Kopelew Forum in Köln auf, wo sie zum hundertsten Geburtstag Seiferts Verse vortrug.

## Werke (Auswahl)

### Lyrik
- Das andere Ufer, Wien 1979
- Das schläft mir nachts unter den Lidern, St. Michael 1981
- Wasserfall der Zeit, St. Michael 1981
- Mit weniger kann ich nicht leben, Waldbrunn 1983
- Ein Strahl von Deinem Licht, München 1986
- Unerreichbar nahe, Eisingen 1986
- Das schläft mir nachts unter den Lidern, 1981 (1988 Übersetzung ins Tschechische von Jaroslav Seifert)
- Du bist mir näher als mein Herz, Vellmar 1991
- Im Land der Stunden, Konstanz 1991
- Erst wenn die Boten kommen, Eisingen 1992
- Das Leben ist ein Kreis, Konstanz 1992 (zusammen mit Wolfgang Roidl und Ulla Spaeth)
- Die Zeit ist ein Kreis, Konstanz 1994 (zusammen mit Wolfgang Roidl und Ulla Spaeth)
- Geträumte Brücke, Eisingen 1998
- Mensch, Dessau 2005 (zusammen mit Wolfgang Roidl; postum veröffentlicht) Manuela Kinzel Verlag 2004, ISBN 9783934071902

### Prosa
- Im Schatten Prags, Köln 1990

## Übersetzungen (Auswahl)
- Ivan Diviš: Sursum, Eisingen 1995
- Vítězslav Nezval: Gedichte in: Toyen 1987
- Jaroslav Seifert: Im Spiegel hat er das Dunkel, Waldbrunn 1982
- Jaroslav Seifert: Was einmal Liebe war, Hanau/Main 1985
- Jaroslav Seifert: Gedichte in: Ein Himmel voller Raben 1986

## Übersetzungen aus dem Deutschen ins Englische (Auswahl)
- Tom Beck: Under My Eyelids (Das schläft mir nachts unter den Lidern), London / Boston Forest Books 1994[6]
- Tom Beck: Only When The Messengers Come (Erst wenn die Boten kommen), London / Boston Forest Books 1995[7]
- Tom Beck: In The Shadow Of Prague (Im Schatten Prags), London / Boston Forest Books 1996[8]

## Vertonungen
- Kunstkopf: Schön und unnütz. Lieder zu zeitgenössischer Lyrik. Aulos-Schallplattenverlag, Viersen-Dülken 1987, AUL 53599. Das Album des Herdecker Trios Heidrun Reymann (Gesang), Siegfried Hiltmann (Saxophon, Flöte, Klarinette) und Ulrich Heimann (Gitarre) enthält Bahnhof auf dem Lande, Ein Streifen Niemandsland und Schön und unnütz aus Mit weniger kann ich nicht leben.